# كبلر-186b
كيبلر 186 بي (بالإنجليزية: Kepler-186b)‏ هو كوكب خارج المجموعة الشمسية، في كوكبة الدجاجة (كوكبة)، يتبع Kepler-186.

## الاكتشاف
اكتشف في 26 فبراير 2014، وكانت طريقة الاكتشاف طريقة العبور.